# Grundstück
Ein Grundstück ist ein räumlich abgegrenzter Teil der Erdoberfläche. In vielen Ländern – insbesondere in Deutschland, Österreich und der Schweiz – werden Grundstücke in öffentlichen Registern (Grundbuch) verzeichnet.
Ein Grundstück ist als abgegrenzter Teil von einer Grundstücksgrenze umgeben, die als Begrenzungslinie das Grundstück gegenüber Nachbargrundstücken abgrenzt. Erst durch Grundstücksgrenzen verwandelt sich die weite, ungeteilte Erdoberfläche in Grundstücke. Das Herrschaftsrecht des Eigentümers endet an der Grundstücksgrenze, die optisch sichtbar auch durch Abmarkungen oder Einfriedungen gekennzeichnet werden kann. Als Abmarkung zwischen landwirtschaftlichen Grundstücken dienten unter anderem über Jahrhunderte und partiell noch heute Lesesteinhaufen. Diese Steine mussten zur Kultivierung mühsam per Hand von den Feldern geräumt werden und wurden platzsparend an den Rändern von Äckern zu Haufen aufgetürmt. Einfriedungen erfüllten den gleichen Zweck und bestanden aus Pflanzen (wie Hecken) oder Materialien (wie Zäunen). Grundstücksgrenzen sind vermessungstechnisch festgelegte gedachte Linien, die ein Grundstück von einem anderen Grundstück trennen.

## Deutschland

### Definition des Grundstücks
In Deutschland ist ein Grundstück im Grundbuch auf einem gesonderten Grundbuchblatt (§ 3 Abs. 1 GBO) oder unter einer eigenen Nummer im Bestandsverzeichnis auf einem gemeinschaftlichen Grundbuchblatt (§ 4 Abs. 1 GBO) verzeichnet.
Eine Legaldefinition des Grundstücksbegriffs gibt es nicht. Dass es nicht nur als zweidimensionale Fläche aufzufassen ist, ergibt sich aus der materiell-rechtlichen Vorschrift des § 905 Satz 1 BGB. Demnach erstreckt sich ein Grundstück auch auf den Raum über der Erdoberfläche und auf den Erdkörper unter der Oberfläche. Als Raum über der Oberfläche ist der Luftraum senkrecht über dem Grundstück zu verstehen.
Allerdings gibt es im Hinblick auf die räumliche Dimension Einschränkungen des Eigentumsrechts. Nach § 905 Satz 2 BGB hat der Eigentümer nämlich Einwirkungen dann zu dulden, wenn keine konkrete Beeinträchtigung seiner Interessen gegeben ist. Dies ist der Fall bei Einwirkungen, die in solcher Höhe oder Tiefe vorgenommen werden, dass der Eigentümer an der Ausschließung kein Interesse hat. So besteht eine Duldungspflicht gegenüber dem Überflug durch zugelassene Luftfahrzeuge. Durch § 1 Abs. 1 LuftVG ist die öffentlich-rechtliche Befugnis zur Benutzung des Luftraumes für die private und hoheitliche ausgeübte Luftfahrt gewährleistet. Umstritten ist, ob der Eigentümer über seinem Grundstück schwebende Kranausleger zu dulden hat. Ist der Grundstückseigentümer Stromabnehmer, muss er die Verlegung einer Stromleitung auf seinem Grundstück unentgeltlich zulassen (§ 12 Abs. 1 Satz 1 NAV). Das gilt auch für Gas-, Wasser- und Fernwärmeleitungen und nach § 76 Abs. 1 TKG auch für Telekommunikationsleitungen.
Der Umfang (Inhalt) des Grundstückseigentums ist aber nicht nur räumlich, sondern auch sachlich begrenzt. Das betrifft insbesondere die Bodenschätze unter der Oberfläche. Hier wird zwischen „grundeigenen“ und „bergfreien“ Bodenschätzen unterschieden (§ 3 BBergG). Grundeigene Bodenschätze gehören zum Eigentum am Grundstück i. S. d. § 905 BGB. Das sind nach § 3 Abs. 4 Nr. 2 BBergG insbesondere Kies, Sand, Ton, Lehm oder Torf. Bergfreie Bodenschätze hingegen werden vom Herrschaftsrecht des Grundstückseigentümers nicht umfasst. Hierzu gehören nach § 3 Abs. 3 BBergG beispielsweise Gold, Silber, Eisen und viele weitere Erze. Das Eigentum an einem im Boden verborgenen Schatz ist durch das Schatzregal geregelt.
Einwirkungen auf dieses dreidimensionale Grundstück kann der Eigentümer im Rahmen des Absolutheitsprinzips verbieten (§ 1004 BGB). Ragt bspw. ein Dachgesims in den Luftraum des Nachbargrundstücks hinein, so liegt eine Beeinträchtigung vor.
Zum Grundstück gehören die wesentlichen Bestandteile (§ 94 BGB), mit dem Eigentum am Grundstück verbundene Rechte (§ 96 BGB) und das Zubehör (§ 97 BGB). Grund und Boden sowie die damit fest verbundenen Gebäude und baulichen Anlagen bilden eine sachliche und rechtliche Einheit, so dass diese grundsätzlich (Ausnahmen: Wohnungseigentum, Teileigentum und Erbbaurecht) keinen unterschiedlichen Eigentümer haben können.
Ein Grundstück, das mit Gebäuden bebaut ist oder bebaut werden darf, wird auch als Baugrundstück bezeichnet. Mehrere Grundstücke können im Grundbuch durch Erklärung des Eigentümers zu einem einzigen Grundstück vereinigt werden. Auch ist es möglich, ein Nebengrundstück (etwa nur mit der Garage bebaut) einem Hauptgrundstück (bebaut mit dem Wohnhaus) als Bestandteil im Grundbuch zuzuschreiben.
Es ist auch möglich, von einem bestehenden Grundstück nach Vermessung und Zerlegung im Liegenschaftskataster eine Teilfläche abzuschreiben und ein neues, eigenes Grundstück in das Grundbuch einzutragen (Grundstücksteilung).

### Flurstück
Vom Begriff des Grundstücks ist der des Flurstücks zu unterscheiden. Ein Grundstück besteht aus einem Flurstück (einfaches Grundstück) oder mehreren Flurstücken (zusammengesetztes Grundstück), die früher auch räumlich voneinander getrennt liegen konnten (§ 2 Abs. 2 GBO). Das Flurstück ist die kleinste Buchungseinheit des Liegenschaftskatasters.

### Buchungsfreie Grundstücke
Nach § 3 Abs. 1 GBO erhält jedes Grundstück im Grundbuch ein Grundbuchblatt. Ausnahme sind nach § 3 Abs. 2 GBO die „buchungsfreien Grundstücke“, die dem Bund, den Ländern, den Gemeinden und anderen Kommunalverbänden gehören (öffentliche Grundstücke). Ferner gehören hierzu die Grundstücke der Kirchen, Klöster und Schulen, Wasserläufe, öffentliche Wege und dem öffentlichen Verkehr dienenden Eisenbahnunternehmen. Sie alle sind zwar buchungsfähig, aber nicht buchungspflichtig; ein Grundbuch wird hierfür nicht von Amts wegen angelegt. Diese Grundstücke sind ihrer Nutzungsart nach nicht dazu bestimmt, am Grundstücksverkehr teilzunehmen. Berühmte Ausnahme ist der Kölner Dom, der im Grundbuch von Köln eingetragen ist; als Eigentümer ist die „Hohe Domkirche (vertreten durch das Metropolitankapitel) in Köln“ vermerkt.

### Umfang des Grundstücks
Zum Grundstück gehören seine wesentlichen Bestandteile (etwa Gebäude) und Zubehör (etwa Maschinen einer Fabrik), die bei einem Grundstückskaufvertrag gemäß § 311c BGB, § 925 ff. BGB auf den Käufer mit übergehen. Sie zählen – neben anderen Rechten – auch zum Haftungsverband bei Grundpfandrechten gemäß § 1120 BGB. Außerdem gehören zum Grundstück die im Bestandsverzeichnis des Grundbuchs eingetragenen Aktivvermerke, die als Rechte gemäß § 96 BGB zu den Bestandteilen des Grundstücks zählen.
Grundstücke müssen nicht dauerhaft ihre ursprüngliche Größe behalten, sondern können durch Vereinigung, Zuschreibung, Teilung oder Abschreibung auch flächenmäßig größer oder kleiner werden. Dies ist nicht bloß ein grundbuchrechtlicher Vorgang, sondern auch ein Vorgang im Liegenschaftskataster. Größer wird ein Grundstück durch Vereinigung oder Zuschreibung, kleiner durch Abschreibung oder Teilung. Alle diese Vorgänge betreffen im Grundbuch das Bestandsverzeichnis, das im Hinblick auf die Angaben der Gemarkung, Flur, Flurstücks-Nummer öffentlichen Glauben genießt.
Vereinigung und Zuschreibung sind in § 890 BGB geregelt und haben gemeinsam, dass aus zwei oder mehr Grundstücken durch Eintragung unter einer neuen Nummer des Bestandsverzeichnisses ein einziges neues Grundstück im Grundbuch wird. Die zu vereinigenden oder zuzuschreibenden Grundstücke müssen rechtlich selbständige Grundstücke gewesen sein, im Bezirk desselben Grundbuchamtes liegen, demselben Eigentümer gehören, unmittelbar aneinander grenzen und durch eine materiell-rechtliche Erklärung vereinigt/zugeschrieben werden. Die Vereinigung ist in § 890 Abs. 1 BGB geregelt, jeweilige Belastungen bleiben bei Vereinigung bestehen. Durch Zuschreibung gemäß § 890 Abs. 2 BGB wird ein bisher selbständiges Grundstück zum Bestandteil eines anderen, so dass ein einziges Grundstück bestehen bleibt. Grundpfandrechte des zugeschriebenen Bestandteilgrundstücks belasten nicht das Hauptgrundstück; umgekehrt erstrecken die sich auf dem Hauptgrundstück eingetragenen Grundpfandrechte auch auf das zugeschriebene Bestandteilgrundstück, wobei die dort bereits stehenden Belastungen Vorrang vor den Belastungen des Hauptgrundstücks bekommen (§§ 1131, 1192 BGB).
Die Abschreibung gemäß § 2 Abs. 3 GBO darf nur erfolgen, wenn der Grundstücksteil im amtlichen Verzeichnis unter einer besonderen Nummer verzeichnet ist. Nach § 5 GBO dürfen Grundstücke nur vereinigt werden, wenn „Verwirrung nicht zu besorgen ist“. Damit meint die GBO die unterschiedliche Belastung zu vereinigender Grundstücke mit Grundpfandrechten und sonstigen Belastungen. Die Zuschreibung gemäß § 6 GBO erfolgt, wenn wiederum „Verwirrung nicht zu besorgen ist“. Zuständig ist jeweils das Grundbuchamt, das das Hauptgrundstück führt.
Die Teilung von Grundstücken ist weder im BGB noch in der GBO geregelt, sondern erfolgt gemäß § 19 BauGB durch Abschreibung nach § 2 Abs. 3 GBO.
Die Umlegung gemäß § 45 BauGB kann grundbuchrechtlich alle Varianten der Flächenänderung beinhalten.

### Grundstück im Nachbarrecht
Die Grundstücksgrenze entscheidet im Nachbarrecht über Fragen wie Überhang (§ 910 BGB) von Pflanzen, Überfall hinüber fallender Früchte (§ 911 BGB) oder Überbau (§ 912 BGB) von Gebäuden.

### Zustand des Grundstücks
Der Zustand eines Grundstücks kann nach unterschiedlichen Kriterien unterschieden werden, z. B.
- unbebaute oder bebaute Grundstücke,
- nach seiner baulichen Entwicklung (Bauerwartungsland, Rohbauland, Bauland).

#### Unbebaute Grundstücke
Unbebaute Grundstücke sind Grundstücke, auf denen sich keine benutzbaren Gebäude befinden. Ein Gebäude ist nicht mehr benutzbar, wenn infolge des Verfalls des Gebäudes oder der Zerstörung keine auf Dauer benutzbaren Räume vorhanden sind (§ 145 Abs. 2 Satz 2 BewG). Befinden sich auf dem Grundstück Gebäude, die keiner oder nur einer unbedeutenden Nutzung zugeführt werden können, gilt das Grundstück als unbebaut.

#### Bebaute Grundstücke
Bebaute Grundstücke sind Grundstücke, auf denen sich benutzbare Gebäude befinden.

#### Bauerwartungsland
Bauerwartungsland sind Flächen, die nach ihrer Eigenschaft, sonstigen Beschaffenheit und Lage eine bauliche Nutzung in absehbarer Zeit tatsächlich erwarten lassen. Diese Erwartung kann sich insbesondere auf eine entsprechende Darstellung dieser Flächen im Flächennutzungsplan, auf ein entsprechendes Verhalten der Gemeinde oder auf die allgemeine städtebauliche Entwicklung des Gemeindegebiets gründen (§ 4 Abs. 2 WertV).

#### Rohbauland
Rohbauland sind Flächen, die nach den §§ 30, 33 oder 34 BauGB für eine bauliche Nutzung bestimmt sind, deren Erschließung aber noch nicht gesichert ist oder die nach Lage, Form oder Größe für eine bauliche Nutzung unzureichend gestaltet sind (§ 4 Abs. 3 WertV).

#### Bauland (Baugrundstück)
Bauland (oder Baugrundstück) ist ein Grundstück, zu dem eine Baugenehmigung zwecks Errichtung von baulichen Anlagen beantragt werden kann.

## Österreich
In Österreich gehören zum Grundstück:
1. Grund und Boden,
2. der natürliche Zuwachs (§ 295, § 405 ABGB),
3. die auf Grund und Boden errichteten Gebäude,
4. Bestandteile, die erd-, niet- und nagelfest mit dem Grundstück verbunden sind und
5. Zubehör (in Österreich: „Zugehör“; bewegliches Gut, das beim Grundstück verbleiben soll).

Nicht zum Grundstück zählen:
1. Maschinen und sonstige Vorrichtungen aller Art, die zu einer Betriebsanlage gehören,
2. Gewinnbeteiligungen nach dem Berggesetz 1975,
3. Apothekengerechtigkeiten und
4. Inventar (sonstige bewegliche Sachen).

Dem Grundstück stehen gleich:
1. Baurechte und
2. Gebäude auf fremden Grund und Boden (Überbauten, Superädifikate).

Folgende Spezialgesetze behandeln auch Grundstücke:
- Vermessungsgesetz: Ein Grundstück ist jener Teil einer Katastralgemeinde, der im Grenzkataster als solcher mit einer eigenen Nummer (Grundstücksnummer, Gst.Nr.) bezeichnet ist. Grundstücke werden durch Beschluss des Bezirksgerichts, welches das Grundbuch führt, neu gebildet oder gelöscht. Sie können auch durch Teilung, Zusammenlegung, landwirtschaftliche Regulierungsverfahren (Kommassierung) entstehen. Grundstücke sind Teile eines Grundstückskörpers und können aus Parzellen bestehen.
- Grunderwerbsteuergesetz: Die Definition erfolgt analog, jedoch gelten auch Grundanteile als Grundstück im Sinne des Gesetzes. Außerdem gelten wirtschaftliche Einheiten aus mehreren Grundstücken, wenn Gegenstand eines Erwerbsvorganges, ebenfalls als ein Grundstück. Diese Definition ist für die Bemessung der Grunderwerbsteuer wichtig.

## Schweiz
In der Schweiz regelt Art. 655 ZGB, was alles als Grundstück im Rechtssinne zu betrachten ist. Danach erstreckt sich das Eigentum an Grund und Boden nach oben und unten auf den Luftraum und das Erdreich, soweit für die Ausübung des Eigentums ein Interesse besteht. Es umfasst außerdem – unter Vorbehalt der gesetzlichen Schranken – alle Bauten und Pflanzen sowie die Quellen. Die betreibungs- und konkursrechtliche Zwangsverwertung von Grundstücken richtet sich nach der VZG.